# 米重修一
米重 修一（よねしげ しゅういち、1961年6月24日- ）は、鹿児島県鹿屋市出身の日本の元陸上競技選手。1988年ソウルオリンピックで日本代表に選ばれ5000m、10000mに出場した。5000mの日本記録保持者でもあった。

## 経歴
- 1979年 中京商業高等学校在学中に全国高等学校駅伝競走大会優勝。
- 1980年 大東文化大学入学
- 1984年 大東文化大学経済学部卒業
- 1985年 旭化成工業入社
- 2001年 拓殖大学工学部助教授（准教授）

## 人物
中京商業高等学校から大東文化大学に進学、箱根駅伝を4年間のうち、3回出場した。4年次には2区で区間賞を受賞している。しかし大学2年の夏に心疾患を患い、一時は競走生命をも失いかけた。ところが1年後の夏にこの疾患が完治。その1年後カナダのエドモントンで行われたユニバーシアードの10000mに出場して優勝するまでに至った。全日本大学駅伝対校選手権大会でも大東文化大学のエースとして活躍、第15回大会では優勝を経験している。競走生命の危機から学生長距離界の中心選手へと奇跡の復活を遂げたのである。
大学卒業後は旭化成陸上部に進み1988年ソウルオリンピックの代表選手に選ばれ10000mでは17位、5000mは予選11位となり決勝には進めなかった。
現役引退後は拓殖大学陸上部監督として招聘される。当時の拓殖大学は戦前から出場しながら60年代、80年代にほぼ欠場の時代が続き、箱根駅伝人気の上昇に合わせて強化を始めており、指導者を探していたところだった。現役時代さながらに前半から突っ込んでいく果敢な序盤の入りを伝授する一方で、スカウト初期の部員には鉄拳制裁も辞さないほど厳しい練習だったと言われている。1998年の74回大会では19年振りの最高順位タイ(8位)を記録するも「（戦力からは）4位、5位も狙えたのに、恥ずかしい」と不満を口にするなど、求める結果の高さも現役時代譲りだった。
しかしこの後拓殖大学はあと一歩でシード権を逃し、更に予選会では僅差で出場機会を逃す不運が立て続けに続いた。そのような結果の連鎖で心労により体調を崩し、表舞台に姿を見せなくなる。そして2006年頃に監督を辞し、コーチだった川内勝弘に譲った。
1500mの元日本記録保持者である小林史和は高校、大学の後輩に当たる。

## 主な記録・受賞歴
- 日本新記録達成賞受賞（日本陸上競技連盟、1989年）
- 2002年度TBSスポーツ解説賞受賞（TBS、2002年）

## マラソン成績
- 1,2時間12分00秒　　2位　90別府大分毎日（当時初ﾏﾗｿﾝ日本最高記録）（生涯自己記録）
- 2,2時間27分51秒　 17位　90札幌
- 3,2時間12分57秒　　3位　91びわ湖毎日
- 4,途中棄権　　　　　　   92東京国際（ﾊﾞﾙｾﾛﾅ五輪選考会）